# Brighton Labeau
Brighton Andy Labeau Melchior (* 1. Januar 1996 in Aubervilliers) ist ein französischer Fußballspieler, der international für Martinique aufläuft.

## Karriere
Brighton Labeau wurde in Aubervilliers bei Paris in eine aus Martinique stammende Familie geboren und wuchs im Großraum Paris auf. Seinen Vornamen erhielt er nach der englischen Stadt Brighton, in der seine Eltern regelmäßig ihren Urlaub verbrachten. Parallel zu seiner Fußballkarriere erwarb er ein Baccalauréat professionnel als Buchhalter.

### Verein
In seiner Jugend spielte er zunächst bei Brétigny Foot CS und unterzeichnete 2008 eine Vereinbarung mit der AS Monaco, in deren Nachwuchsabteilung er 2011 mit 15 Jahren schließlich aufgenommen wurde. Dort rückte er anschließend in die zweite Mannschaft des Vereins auf, die in der dritten Liga antrat. Im Sommer 2017 verpflichtete ihn der Erstliga-Aufsteiger SC Amiens und stattete ihn mit einem Dreijahresvertrag aus. An den ersten beiden Spieltagen der neuen Saison 2017/18 gegen Paris Saint-Germain und SCO Angers kam er dort jeweils nach Einwechslung zu zwei Kurzeinsätzen in der Ligue 1, fand danach jedoch keine Berücksichtigung mehr. Im Frühjahr 2018 wurde er daher zunächst für ein halbes Jahr an den Drittligisten US Créteil ausgeliehen, mit dem er am Saisonende jedoch in die vierte Liga abstieg, im Sommer 2018 dann für ein Jahr an den Drittligisten FC Villefranche Beaujolais.
Im Sommer 2019 schloss sich Labeau dem rumänischen Zweitliga-Aufsteiger Rapid Bukarest an. Nach einem Jahr verließ er den Verein und strebte zunächst einen Wechsel zum finnischen Meister Kuopion PS an, der jedoch aufgrund einer Verletzung am Medizincheck scheiterte. Labeau zog daraufhin weiter nach Belgien, wo ihn Ende August 2020 der dortige Zweitligist Royale Union Saint-Gilloise mit einem Einjahresvertrag ausstattete. Mit dem Verein stieg er am Ende der Saison als Zweitliga-Meister in die erste Liga auf.
Nach dem Aufstieg verließ er die Belgier und wechselte stattdessen zum Schweizer Zweitligisten FC Stade Lausanne-Ouchy. Dort konnte sich der Stürmer als Stammspieler durchsetzen und wurde in der Saison 2021/22 mit 16 Toren sowie sieben Torvorlagen in 33 Ligaspielen der beste Torschütze seiner Mannschaft. Nach einem Jahr wechselte Labeau zum Stadtrivalen FC Lausanne-Sport. In der folgenden Saison 2022/23 konnte er sich dort nochmal steigern und wurde mit 19 Toren sowie sechs Torvorlagen in 34 Einsätzen gemeinsam mit Teddy Okou Torschützenkönig der Liga; zudem stieg er mit der Mannschaft in die Super League auf. Dort konnte er seinen Stammplatz in der folgenden Saison 2023/24 jedoch nicht behaupten und bestritt die meisten seiner 35 Ligaeinsätze jeweils nach Einwechslung, wobei ihm nur noch vier Treffer gelangen.
Im Juli 2024 kehrte Labeau nach Frankreich zurück und schloss sich dem Zweitligisten EA Guingamp an, bei dem er einen Dreijahresvertrag bis 2027 unterschrieb. In der Spielzeit 2024/25 pendelte er dort zwischen Ersatzbank und Startelf und bestritt insgesamt 28 Ligaspiele mit der Mannschaft, in denen ihm acht Tore gelangen. Hinzu kamen unter anderem sechs weitere Pflichtspieleinsätze im Pokal, in dem das Team das Viertelfinale erreichte. Nach einem Jahr in Guingamp wechselte Labeau im August 2025 erneut in die Schweiz und schloss sich dem Super-League-Aufsteiger FC Thun an, der ihn mit einem Zweijahresvertrag ausstattete.

### Nationalmannschaft
Labeau wurde in Frankreich geboren, ist über seine familiäre Herkunft jedoch auch für die Auswahlmannschaft des französischen Überseegebiets Martinique spielberechtigt. Im März 2022 debütierte er in der Nationalmannschaft von Martinique und nahm mit ihr im Sommer 2023 auch am CONCACAF Gold Cup teil, bei der die Mannschaft jedoch nach der Vorrunde ausschied.

### Erfolge
Persönlich:
- Torschützenkönig der Challenge League (Schweiz): 2023 (19 Tore)

Mit der Mannschaft:
- Belgischer Zweitligameister und Aufstieg in die Division 1A: 2021 (Royale Union Saint-Gilloise)
- Aufstieg in die Super League (Schweiz): 2023 (FC Lausanne-Sport)